# Antonio García Abad
Antonio García Abad (Vinuesa, Soria, 29 de julio de 1941 - 4 de noviembre de 2016) fue un diplomático español. 

## Trayectoria
Licenciado en Derecho por la Universidad Complutense de Madrid, donde también cursó estudios de Filosofía y Letras, ingresó en la carrera diplomática en 1971. Desde entonces ha estado destinado en las representaciones diplomáticas españolas en Honduras, Finlandia, Argelia, Bélgica, Reino Unido y Suiza. En 1983 fue nombrado embajador de España en Guinea Ecuatorial y, posteriormente, cónsul general de España en Rosario, La Habana, y embajador de España en Haití. En 1997 fue designado subdirector de la Escuela Diplomática y en 1998 pasó a ocupar el puesto de cónsul general de España en Perpiñán para en 2001 ocupar el mismo cargo en Toulouse. El 6 de septiembre de 2004 fue destinado como embajador en la República de Finlandia donde le fue otorgada por la presidenta Tarja Halonen la Gran Cruz de la Orden del León. En enero de 2008 se incorporó como cónsul general al Consulado General de España en Ginebra, cargo que siguió compaginando con sus habituales colaboraciones en la prensa soriana, sus conferencias y charlas en diferentes universidades europeas, así como intervenciones en numerosos centros gallegos, asturianos y de cante y baile flamencos. Además brindó su apoyo en las  elecciones generales de marzo de 2008 al partido político UPyD, figurando como suplente al Congreso, tras Álvaro de Marichalar, en la candidatura por Soria.